# وینیچو سوفیا
وینیچو سوفیا (ایتالیایی: Vinicio Sofia؛ ‏ ۱۳ دسامبر ۱۹۰۷ – ۲۰ دسامبر ۱۹۸۲) بازیگر و صداپیشه اهل ایتالیا بود.
از فیلم‌ها یا برنامه‌های تلویزیونی که وی در آن نقش داشته‌است، می‌توان به آرتینو و استدلال‌هایش در مورد روسپی‌های درباری، زنان شوهردار و… مردان بی‌غیرت، فابیولا، توتو تارزان، آدم و حوا، کاراواجو، پیراهن سیاه، به من نگو!، دکتر آنتونیو و بانوی کوچک اشاره کرد.